# Božidar Kalmeta
Božidar Kalmeta (ur. 15 stycznia 1958 w Zadarze) – chorwacki polityk, agronom i samorządowiec, parlamentarzysta, burmistrz Zadaru (1994–2003, 2013–2017), w latach 2003–2011 minister.

## Życiorys
Ukończył szkołę średnią w rodzinnej miejscowości, a w 1982 studia na wydziale rolniczym Uniwersytetu w Zagrzebiu, uzyskując magisterium z agronomii. Pracował w przedsiębiorstwie Maraska (produkującym likier Maraskino), był m.in. kierownikiem produkcji i przewodniczącym rady nadzorczej. Zaangażował się w działalność polityczną w ramach Chorwackiej Wspólnoty Demokratycznej (HDZ), do której dołączył w 1989. Był uczestnikiem wojny w Chorwacji, zaciągając się w 1991 jako ochotnik.
W 1993 objął stanowisko zastępcy burmistrza Zadaru, następnie w latach 1994–2003 był burmistrzem tej miejscowości. Od 1995 do 2003 wykonywał mandat posła do Zgromadzenia Chorwackiego (uzyskiwał go także w wyborach w 2003 i 2007).
W grudniu 2003 objął urząd ministra spraw morskich, turystyki, transportu i rozwoju w rządzie, na czele którego stanął Ivo Sanader. W drugim gabinecie tegoż premiera w styczniu 2008 przeszedł na funkcję ministra spraw morskich, transportu i infrastruktury. Pełnił ją również w utworzonym w lipcu 2009 rządzie Jadranki Kosor, zajmując to stanowisko do grudnia 2011.
Wybierany na posła VII, VIII i X kadencji (w wyborach w 2011, 2015 i 2020), podejmował decyzje o zawieszeniu wykonywania mandatu. W 2012 dołączył do prezydium HDZ, do 2020 był zastępcą sekretarza generalnego partii. Stanął też na czele jej struktur w żupanii zadarskiej. W 2013 ponownie wybrany na burmistrza Zadaru, pełnił tę funkcję do 2017.
W 2015 i 2016 został oskarżony o defraudację oraz korupcję w dwóch postępowaniach prowadzonych przez antykorupcyjną służbę USKOK. W 2019 uniewinniono go od popełnienia zarucanych mu czynów.